# Ballet Mécanique (band)
 For alternative betydninger, se Ballet Mécanique. (Se også artikler, som begynder med Ballet Mécanique)
Ballet Mécanique (1979-1982) var et dansk postpunk/punkband, bestående af sanger og multiinstrumentalist Martin Hall (på bl.a. guitar og flygel), trommeslager Michael Karshøj og bassist og violinist Morten Versner.
Genremæssigt arbejdede Ballet Mécanique indenfor post-punken med sporadiske regulære punk-elementer. Denne genrebeskrivelse er dog ikke helt dækkende for bandet, der eksperimenterede bredere og tydeligt skubbede til de genremæssige grænser.
Ballet Mécaniques mangefacetterede musikalske udtryk var inciterende, overlagt monotont (det lå i tiden) og legende/fabulerende. Musikken spillede på mange følelsesmæssige tangenter som sørgmodighed, desperation og "skørhed" som udtryk for afmagt/desillusion, og numrene vekslede ofte arrangementsmæssigt mellem struktur og styret opløsning.
Bandet og ikke mindst den nemt genkendelige vokal havde en umiskendelig britisk tone. Ballet Mécanique skabte deres eget unikke og komplekse musikalske univers med intellektuelle/tænksomme/reflekterende tekstmæssige over- og undertoner.
Ballet Mécanique spillede bl.a. til de stort anlagte punkfestivaler Concerto de Nobrainos insanos (1980) og Nosferatu Festival (1982).
En tidlig inkarnation af bandet hed "Identity" og spillede til Concert Of The Moment (1979). Identity var stort set samme band som Ballet Mécanique blot med Henrik Nordahl på trommer i stedet for Michael Karshøj.
Ballet Mécaniques debutkoncert var sandsynligvis i Rockmaskinen den 9. februar 1980 (Identity's debut var til Concert of the Moment den 9. november 1979). Martin Hall opløste gruppen ved at læse en opløsningsdeklaration højt for publikum under deres sidste koncert på det hedengangne punkspillested Saltlageret den 15. oktober 1982.
Bandnavnet "Ballet Mécanique" er taget fra Fernand Légers eksperimentalfilm fra 1924 af samme navn. Titlen på bandets debutalbum The Icecold Waters Of The Egocentric Calculation er en tekstbid hentet i første kapitel af Det Kommunistiske Manifest.
Bandet udgav 7" singlen "Avenues of Oblivion" (Better Day Records 1980) samt de to albums The Icecold Waters Of The Egocentric Calculation (CBS 1981, Sony BMG 2006) og For (CBS 1982).